# Knöhr & Burchard
Knöhr & Burchard Nfl. ist eine seit 1814 in Hamburg bestehende Reederei und Schiffsmaklerei.

## Geschichte

### Die ersten hundert Jahre

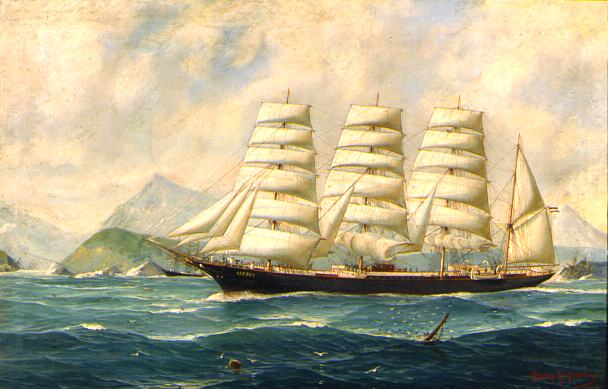
Die Bark Isebek (1910–1923 für Knöhr & Burchard in Fahrt)

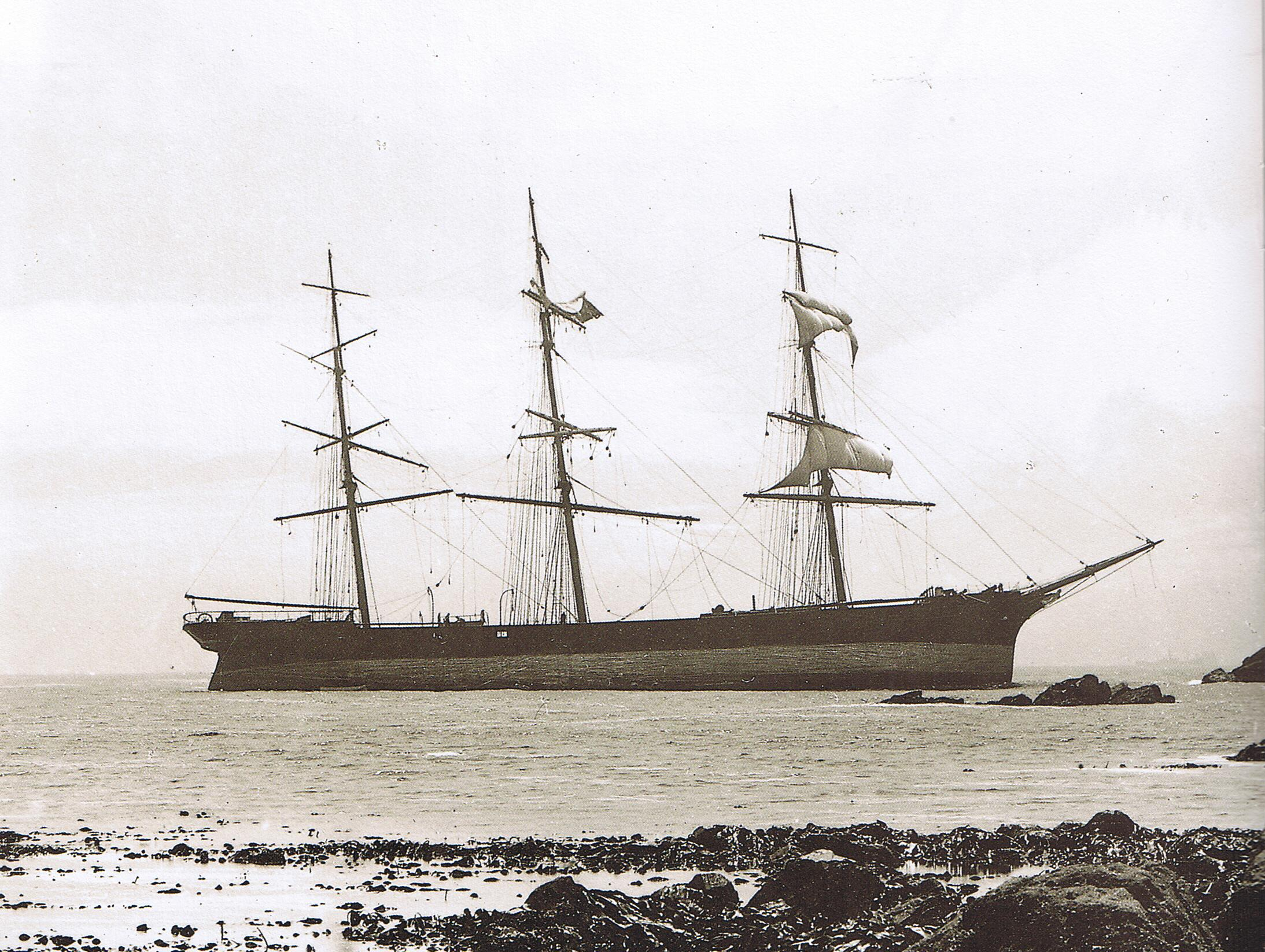
Das Vollschiff Wandsbek, im Mai 1900 bei Kap Lizard auf Grund gelaufen

Das Unternehmen geht auf ein am 23. Juni 1814 von Johann Daniel Schirmer (1762–1839), Christian Ludwig Knöhr (1788–1865) und Hinrich Matthias Burchard (1778–1845) in Hamburg gegründetes Schiffsmaklerbüro zurück. Der „Johann Daniel Schirmer“ genannte Betrieb wurde nach Schirmers Tod im Jahr 1839 von den beiden Mitarbeitern weitergeführt und zunächst in C. L. Knöhr & H. M. Burchard, Joh. Dan. Schirmer’s Nachfolger, etwas darauf in Knöhr & Burchard, Joh. Dan. Schirmer’s Nachfolger und kurze Zeit später schließlich in Knöhr & Burchard umbenannt. Bis 1842 wurden ausschließlich Schiffe nach Großbritannien abgefertigt, danach auch solche nach Schweden, Spanien, Westindien, zu den La-Plata-Häfen, nach Chile und nach Ostindien. Nach dem Tod von Hinrich Matthias Burchard im Jahre 1849 wurde der bereits seit zwölf Jahren in der Firma tätige Christian Gustav Gabel zunächst neuer Teilhaber und 1850 Direktor. Gabel erwarb 1850 das erste für die Reederei eingesetzte Schiff, die hölzerne Bark Elise. Am 3. November 1855 gründete das Unternehmen mit Nicolaus Otto Bieber, Hansing & Co., Hinsch & Co. (Joachim David Hinsch) und D. F. Schmidt die Hamburg-Brasilianische Dampfschiffahrts-Gesellschaft, das Vorgängerunternehmen der Hamburg Südamerikanischen Dampfschifffahrts-Gesellschaft. 1857 beteiligte sich das Unternehmen an der federführend von H. Jochheim und H. W. de la Camp gegründeten Hamburg-Mexikanischen Packetfahrt, die aber keine eigenen Schiffe betrieb und auch nur bis 1867 bestand. 1860 wurde Christian Ludwig Knöhr jr. und 1866 Hinrich Matthias Burchard jr. Teilhaber. Burchard jr. starb bereits ein Jahr nach seiner Teilhaberschaft und Knöhr jr. 1871, woraufhin Gabel bis zu seiner eigenen Reedereigründung und dem darauf folgenden Weggang aus der Firma im Jahr 1889 Alleininhaber des Unternehmens blieb.
Ab 1862 begann das Unternehmen mit der Bereederung von Segel- und Dampfschiffen. Weitere zehn Jahre darauf brachten Knöhr & Burchard und die Segelschiffsreederei H.H. Eggers die Gründung der Deutschen Dampfschiffahrtsgesellschaft Kosmos auf den Weg. 1888 wurde auf Initiative der Reederei die Deutsch-Australische Dampfschiffs-Gesellschaft (DADG) gegründet, die sich 1921 mit der DDG Kosmos zusammenschloss. Zum 1. Januar 1890 übernahm der seit 1867 in der Firma tätige Jacob Meyer das Unternehmen. Er änderte den Namen auf Knöhr & Burchard Nfl. und leitete mit der 1890 angekauften City of Lucknow, die in Reinbek umbenannt wurde, eine Schiffsnamenstradition ein. Nahezu alle folgenden Schiffe der Reedereiflotte erhielten Namen, die auf ...bek endeten. Zum 1. Juli 1894 wurden Martin Herrmann Adolph Elvers und Friedrich August Emil Zimmer Teilhaber. Nach dem Tode von Jacob Meyer am 11. Oktober 1896 übernahm dessen Witwe zunächst dessen Anteile, schied jedoch gemeinsam mit Elvers zum 1. Januar 1905 aus der Firma aus, woraufhin Zimmer Alleininhaber wurde. Vergleichbar einem Korrespondentmakler wurden um 1900 neben dem eigenen Reedereibetrieb rund 60 andere, meist kleinere dänische Segelschiffe, betreut.
1903 beteiligte sich das Unternehmen an der Reederei Germania Walfang- und Fischindustrie A.-G. in Hamburg, die mit zwei kleinen Fangdampfern nach Jahrzehnten deutscher Inaktivität einen Neueinstieg in den Walfang vor Island unternahm, ihn allerdings wegen mangelnder Rentabilität wieder abbrach.
Nach dem Tod F. A. E. Zimmers im Jahr 1913 ging das Unternehmen auf dessen Sohn F. A. M. Zimmer über.

### Erster und Zweiter Weltkrieg

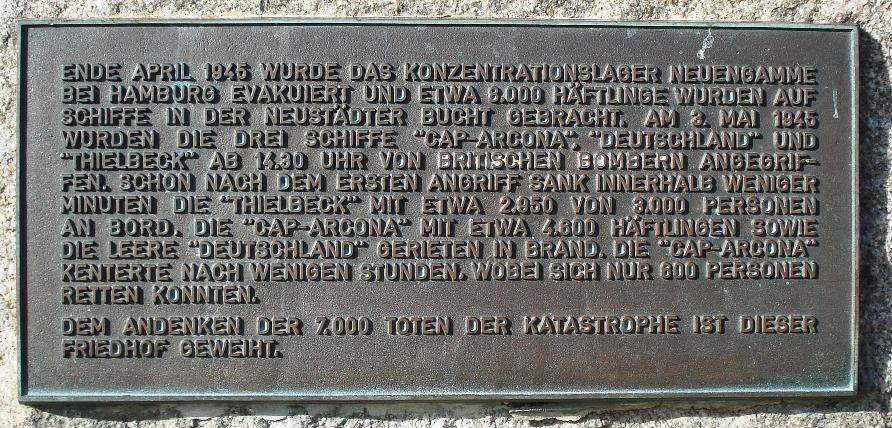
Ein unter anderem an die versenkte Thielbek erinnernder Gedenkstein

Zu Beginn des Ersten Weltkriegs verfügte die Reederei über eine Flotte von 17 Segelschiffen zwischen 3000 und 4500 Tonnen. Zum 1. Januar 1918 trat Carl J. J. P Aldag als Mitinhaber in die Reederei ein. Nach dem Ende des Krieges musste die Reederei die gesamte verbliebene Flotte an die Siegermächte abliefern und begann in den 1920er Jahren mit dem Wiederaufbau. Knöhr & Burchard Nfl. setzte dabei nur noch Dampfschiffe in der Größenordnung von 2500 bis 6500 Tonnen in ihrer Flotte ein. Neben dem Reedereibetrieb und der Befrachtung arbeitete Knöhr & Burchard als Agent zahlreicher Linienreedereien, wie Halcyon-Line, Osaka Shosen Kaisha, Currie-Line, Horn-Linie und der HAPAG sowie als Kontinentalvertretung der Bugsier-, Reederei- und Bergungsgesellschaft. Während des Zweiten Weltkrieges gingen mehrere Schiffe der Flotte verloren, darunter der kurz vor Kriegsende in der Neustädter Bucht von britischen Flugzeugen mit etwa 2800 KZ-Häftlingen an Bord versenkte Dampfer Thielbek. Der Rest der Flotte musste nach Kriegsende erneut abgeliefert werden.

### Nachkriegsentwicklung

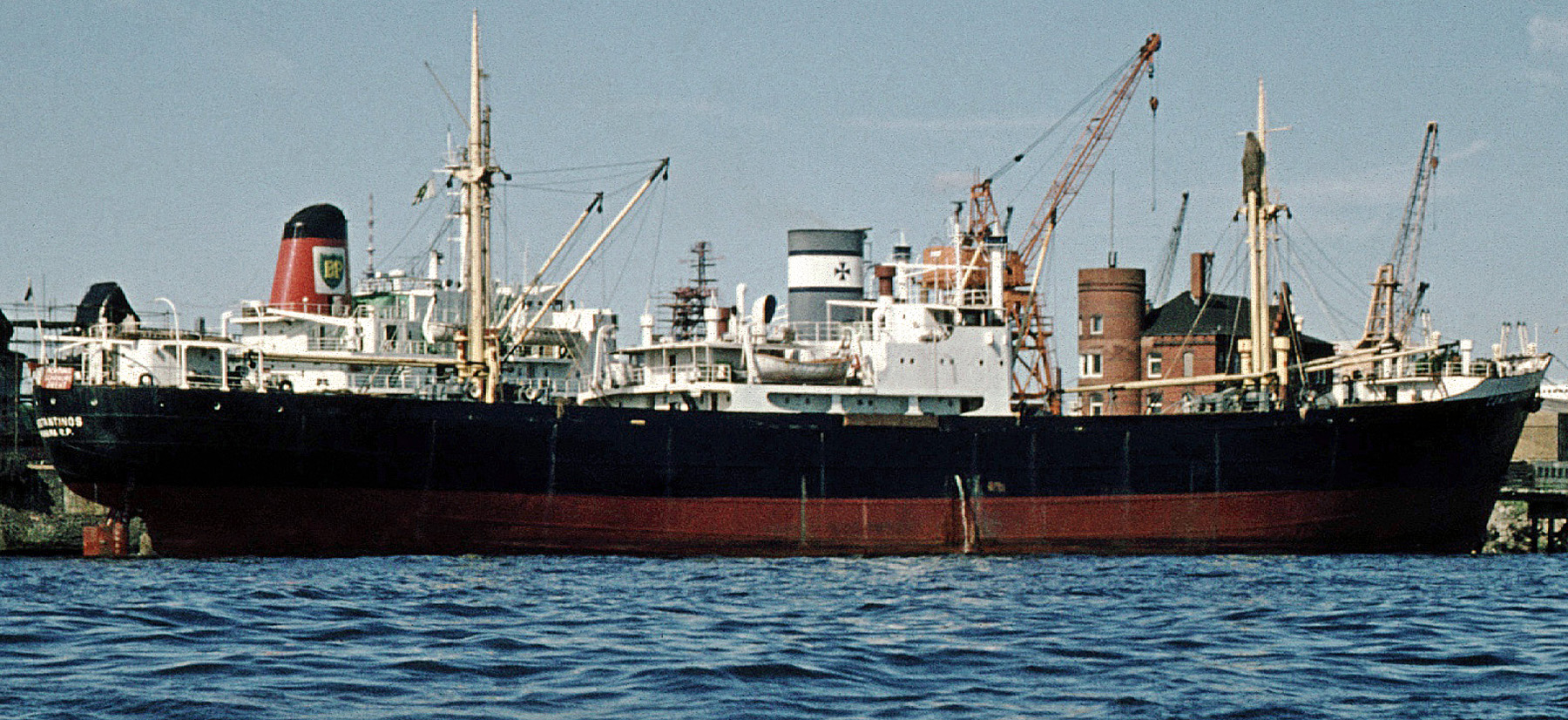
Die 1951 erbaute Flottbek als Constantinos 1973 in Hamburg

Es dauerte bis zum Jahr 1948, bis Knöhr & Burchard zunächst das Agenturgeschäft wieder aufnehmen konnte. Der versenkte Dampfer Thielbek wurde gehoben, bei der Lübecker Maschinenbau Gesellschaft repariert und am 19. Juli 1950 unter dem neuen Namen Reinbek wieder in Fahrt gesetzt. Im Laufe der 1950er Jahre folgte der Wiederaufbau einer aus 19 Frachtdampfern, Frachtmotorschiffen sowie Motortankern bestehenden Reedereiflotte. Besonders viele Charterverträge dieser Jahre wurden mit der Koninklijke Nederlandsche Stoomboot Maatschappij (KNSM) geschlossen. 1963 übernahmen die Prokuristen Gerd und Joachim Aldag, beides Söhne des langjährigen Gesellschafters Carl Aldag, Anteile des Unternehmens.

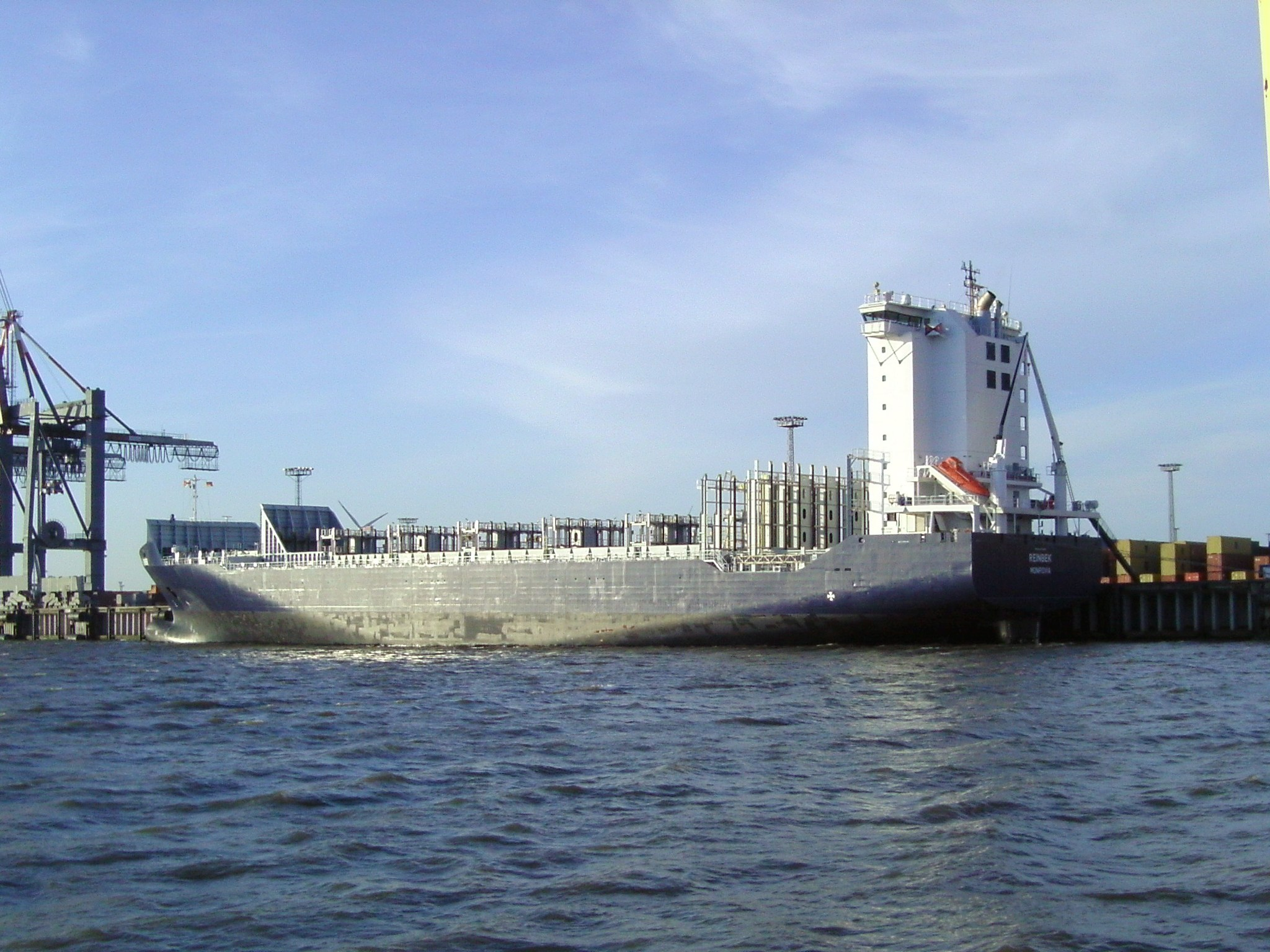
Die Reinbek

Nachdem Knöhr & Burchard schon in den 1950er Jahren als Korrespondentreeder für die Tanker Diana M., Michael M., Isebek und Osterbek arbeitete, begann das Unternehmen 1968 auf Anregung Gerd Aldags mit dem Bau und der Bereederung eigener Chemikalientankern für die kleine und mittlere Fahrt. 1973 hatte sich die Frachterflotte von Knöhr & Burchard auf ein einziges Schiff reduziert. Die Dalbek wurde schließlich in Daniel (nach dem Firmengründer Schirmer) umbenannt, nach Zypern ausgeflaggt und bis 1978 weiterbetrieben. Im Jahr 1974 starb Joachim Aldag, woraufhin Gerd Aldag Alleininhaber von Knöhr & Burchard wurde. Ab 1986 arbeiteten Knöhr & Burchard und die Tankerreederei Christian F. Ahrenkiel in der gemeinsamen Befrachtungsorganisation United Chemical Transport (U.C.T.) zusammen und im Jahr darauf stieg Knöhr & Burchard mit einem bereederten Schiff erneut in die zwischenzeitlich unterbrochene Trockenschifffahrt ein.
Im Jahr 2004 übernahm Günther Kordts, der schon seine Ausbildung bei Knöhr & Burchard begonnen hatte, Anteile des Unternehmens und im Jahr darauf übernahm die Reederei das Management für die Eilbek-Klasse, vier 1600-TEU-Containerschiffe mit traditioneller Namensgebung – Eilbek, Reinbek, Flottbek und Barmbek.

## Schiffe (Auswahl)
| Bauname                                                                       | Bauart/-typ          | Bauwerft/ Baunummer                                                           | Ablieferung/Baujahr | IMO-Nummer | Auftraggeber                                                                           | Umbenennungen und Verbleib |
| ----------------------------------------------------------------------------- | -------------------- | ----------------------------------------------------------------------------- | ------------------- | ---------- | -------------------------------------------------------------------------------------- | --- |
| Aase                                                                          | Frachtdampfer        | F. Schichau, Elbing/1160                                                      | 1925                | -          | Knöhr & Burchard                                                                       | 17. März 1928 an der Nordküste Schottlands gestrandet |
| Alk                                                                           | Motorschlepper       | Rheinwerft Walsum, Sterkrade/854                                              | August 1943         | -          | Kriegsmarine                                                                           | 1945 an die USA abgeliefert, 1949 an Knöhr & Burchard, 1954 an Bugsier Reederei, 1966 verschrottet |
| Ammersbek                                                                     | Motortanker          | J. G. Hitzler, Lauenburg/716                                                  | 8. November 1970    | -          | P/R MS „Ammersbek“ K/R Knöhr & Burchard                                                | |
| Gilcruix                                                                      | Viermastbark         | Whitehaven Shipbuilding Company, Whitehaven/67                                | August 1886         | -          | North Western Shipping, Liverpool Mgrs. Ismay, Imrie & Company                         | 1895 an P/R K/R Knöhr & Burchard → Barmbek, 18. August 1914 vom französischen Kreuzer Chateau Renault aufgebracht und an französische Regierung → Pacifique, 1923 verschrottet |
| Barmbek                                                                       | Frachtdampfer        | Schiffswerfte & Maschinenfabrik (vorm. Janssen & Schmilinsky) AG, Hamburg/572 | 16. Oktober 1923    | -          | Knöhr & Burchard                                                                       | 1927 Villiers, 1941 von Italien beschlagnahmt → Parma, 30. Januar 1943 nach Minentreffer vor Tunis auf Strand gesetzt, Totalverlust |
| Barmbek                                                                       | Frachtdampfer        | Flensburger Schiffsbau-Gesellschaft, Flensburg/415                            | Dezember 1929       | 5183431    | P/R K/R Knöhr & Burchard                                                               | 14. April 1944 bei Maaloy auf Riff gelaufen, 1949 Achterschiff gehoben und in Flensburg mit neuem Vorschiff versehen, 1949 wieder in Fahrt → Käthe Grammerstorf, 1957 zum Motorschiff umgebaut, 29. März 1962 nach Kollision mit dem norwegischen Tanker Thorsvaag vor Dünkirchen auf Strand gesetzt, 30. März 1962 abgebracht und repariert, 1965 Eleftherios, Juni 1976 Hauptmotor für Verwendung in anderem Schiff ausgebaut, ab November 1977 in Perama verschrottet |
| Barmbek                                                                       | Containermotorschiff | Meyer Werft, Papenburg/S-674                                                  | 3. Juni 2005        | 9313228    | Hansa Hamburg Shipping, Hamburg Mgrs. Knöhr & Burchard                                 | in Fahrt |
| Bredenbek                                                                     | Motortanker          | J. G. Hitzler, Lauenburg/704                                                  | 6. September 1969   | 7002629    | P/R MS „Bredenbek“ K/R Knöhr & Burchard                                                | 1987 Agios Simeon I, 2003 Afros I, 2012 in Fahrt |
| Clara                                                                         | Bark                 | J. Oltmanns Wwe., Motzen/-                                                    | 24. Mai 1865        | -          | Carl Ludwig Knöhr und Christian Gustav Schnabel K/R Knöhr & Burchard                   | 1880 verkauft, 1889 kondemniert |
| Curslack                                                                      | Frachtdampfer        | F. Schichau, Elbing/1129                                                      | Juni 1923           | -          | Schlüter & Maack, Hamburg K/R Knöhr & Burchard                                         | 1935 Sviyaga, 1960 aus dem Lloyd’s Register gelöscht |
| Balasore                                                                      | Viermastbark         | Barclay, Curle & Company, Glasgow/378                                         | 1892                | -          | The Balasore Sailing Ship Company, Liverpool Mgrs. Th. Rome                            | 1913 an Knöhr & Burchard → Dalbek, 1917 von den USA beschlagnahmt und an USSB → Red Jacket, 1918 Monogahela, 1937 als Leichter → Balmore, 1942 Monogahela, am 17. Dezember 1943 vor Kap George, Porcher Island gestrandet |
| Erika                                                                         | Frachtdampfer        | Schiffswerfte & Maschinenfabrik (vorm. Janssen & Schmilinsky) AG, Hamburg/580 | 10. August 1921     | -          | Partenreederei K/R H. Schuldt, Hamburg                                                 | 1923 verlängert, 1925 an J. Lauritzen, Hamburg, K/R Knöhr & Burchard → Dalbek, 1927 Strijpe, 1933 Sivigliano, 7. Mai 1943 bei Bizerta selbstversenkt, später gehoben und verschrottet |
| Dalbek                                                                        | Frachtdampfer        | Lübecker Maschinenbau AG, Lübeck/381                                          | 6. Juni 1939        | -          | P/R K/R Knöhr & Burchard                                                               | 1945 an Großbritannien abgeliefert → Empire Weaver, 1946 an Sowjetunion → Tchernigov, ab 2. Mai 1969 in Split verschrottet |
| Dalbek                                                                        | Frachtmotorschiff    | Lübecker Flender-Werke, Lübeck/457                                            | 6. Oktober 1955     | 5085380    | P/R MS „Dalbek“ K/R Knöhr & Burchard                                                   | 1973 Daniel, 1978 Queen Sea |
| Diamant                                                                       | Bark                 | D. Oltmann, Rönnebeck/-                                                       | 1869                | -          | Balleer, Bremen                                                                        | 1883 an Knöhr & Burchard, aufgelegt und 1884 verkauft, 1900 aus dem Register gelöscht |
| Diana M                                                                       | Motortanker          | D. W. Kremer und Sohn, Elmshorn/1047                                          | 3. Februar 1956     | 5126457    | Reederei Ostermoor, Hamburg K/R Knöhr & Burchard                                       | 1961 Gary, 1971 Genny, Donna Laura |
| Edmund & Louise                                                               | Bark                 | C. Wriede, Finkenwerder/-                                                     | 29. Mai 1867        | -          | H. W. Köhn, Hamburg                                                                    | 1879 an Knöhr & Burchard, 1885 verkauft → Rolf, 25. März 1888 an der Nordküste Jütlands gestrandet |
| Liberte pour tous                                                             | Bark                 | M. Pearse & Company, Stockton/-                                               | 1862                | -          | G. Lauriol, Nantes                                                                     | 1880, Castletown, 1890 an Knöhr & Burchard → Eilbek, 22. Mai 1895 auf der Reise von Liverpool nach Guayaquil bei Fernando de Noronha aufgegeben |
| Moreton                                                                       | Viermastbark         | Russel & Company, Port Glasgow/305                                            | September 1892      | -          | Sailing Ship „Moreton“ Ltd., Liverpool Mgrs. J. P. Welford                             | 1898 an P/R K/R Knöhr & Burchard → Eilbek, 31. Mai 1899 entmastet nach Port Jackson eingeschleppt, 1918 verkauft, 1922 Tamara XV, Februar 1925 zum Abbruch verkauft |
| Dora Horn                                                                     | Frachtdampfer        | Schiffswerft von Henry Koch, Lübeck/242                                       | 22. August 1923     | -          | H. C. Horn, Hamburg                                                                    | 1923 nach dem Stapellauf an Knöhr & Burchard → Eilbek, 1930 verkauft → Baalbeck, 1942 vom Deutschen Reich beschlagnahmt → Frieda 3, 21. Februar 1943 18 Seemeilen ostsüdöstlich von Kap Bon vom britischen U-Boot Unruffled versenkt |
| Eilbek                                                                        | Frachtdampfer        | Lübecker Maschinenbau AG, Lübeck/347                                          | 28. April 1936      | -          | P/R K/R Knöhr & Burchard                                                               | 18. November 1939 vom britischen Hilfskreuzer Scotstoun aufgebracht, 1940 Empire Scout, 1946 Kellwyn, 1950 Claus Böge, 1960 zwangsversteigert → Antonakis, ab August 1968 in Jugoslawien verschrottet |
| Eilbek                                                                        | Frachtmotorschiff    | Helsingør Jernskib & Maskinbyggeri, Helsingør/271                             | 30. Oktober 1942    | -          | Knöhr & Burchard                                                                       | vorgesehen als Sperrbrecher 30, während des Umbaus mehrfach durch Bomben beschädigt und vor Fertigstellung am 4. November 1944 durch Bombenangriff versenkt, später verschrottet |
| Eilbek                                                                        | Containermotorschiff | Meyer Werft, Papenburg/S-671                                                  | Januar 2005         | 9313199    | Hansa Hamburg Shipping, Hamburg Mgrs. Knöhr & Burchard                                 | 2005 Cast Prosperity, 2006 Eilbek, in Fahrt |
| Emin Pascha                                                                   | Bark                 | Grangemouth Dockyard, Grangemouth/134                                         | Oktober 1890        | -          | C. M. Matzen, Hamburg                                                                  | beim Bau an P/R K/R Knöhr & Burchard → Ellerbek, 23. Januar 1913 entmastet nach Valparaiso eingeschleppt, später nach Coquimbo geschleppt und kondemniert, 28. August 1913 verkauft, repariert → Quintero, 16. März 1918 auf der Reise von Kopenhagen nach Methil durch UB 34 versenkt |
| Ellerbek                                                                      | Frachtdampfer        | Orenstein-Koppel & Lübecker Maschinenbau AG, Lübeck/411                       | 12. Dezember 1953   | -          | Kathra Warenhandels-Gesellschaft, Hamburg K/R Knöhr & Burchard                         | 1966 Castalia, 1972 Newenglander, 26. September 1972 in Lübeck aufgelegt, ab 4. Juli 1973 in Bilbao verschrottet |
| Eugen                                                                         | Bark                 | O. Kirchhoff, Stralsund/-                                                     | 1876                | -          | Eugen Diekelmann, Stralsund                                                            | 1885 an Knöhr & Burchard, 1889 verkauft, 1904 in Kuba gestrandet, 1905 kondemniert |
| Crown of Germany                                                              | Viermastbark         | Workman, Clark & Company, Belfast/90                                          | 1892                | -          | The Crown Steamship Company of Belfast, Belfast Mgrs. John Reid                        | 1910 an Knöhr & Burchard → Fischbek, am 19. Juli 1910 auf der Reise von Port Talbot nach Iquique in der Drakestraße bei False Cove gestrandet |
| Fischbek                                                                      | Frachtdampfer        | Orenstein-Koppel & Lübecker Maschinenbau AG, Lübeck/521                       | 30. November 1957   | 5115563    | „Progreß“ Reederei und Handels Gesellschaft, Hamburg (Otto Aldag) K/R Knöhr & Burchard | 1973 Centa Star, 1980 Venus, 1980 Toyota, 1983 Al Badr Al Saudi II, 26. September 1972 in Lübeck aufgelegt, ab November 1983 in Gadani verschrottet |
| Flottbek                                                                      | Vollschiff           | C. S. Swan & Hunter, Newcastle/168                                            | September 1891      | -          | -                                                                                      | beim Bau an P/R K/R Knöhr & Burchard, Januar 1901 als Havarist nach Cape Flattery eingeschleppt, Juni 1906 auf einer Reise von Iquique nach Liverpool bei Kap Horn mit Eisberg kollidiert und in Rio de Janeiro repariert, ab August 1914 als Auflieger in Antofagasta, 1919 Frankreich zugesprochen und im Februar 1921 in Ghent übergeben, ab August 1923 in Wilhelmshaven verschrottet                                                                                |
| Flottbek                                                                      | Frachtdampfer        | F. Schichau, Danzig/1157                                                      | 13. Februar 1926    | -          | P/R K/R Knöhr & Burchard                                                               | 17. November 1941 vor Kirkenes vom britischen U-Boot Trident versenkt |
| Flottbek                                                                      | Frachtdampfer        | Orenstein-Koppel & Lübecker Maschinenbau AG, Lübeck/556                       | 8. Dezember 1951    | 5116828    | P/R MS „Flottbek“ K/R Knöhr & Burchard                                                 | 1968 verkauft → Constantinos, 1979 Aetopetra, ab Juli 1984 in Cartagena verschrottet |
| Flottbek                                                                      | Containermotorschiff | Meyer Werft, Papenburg/S-673                                                  | 4. Mai 2005         | 9313216    | Hansa Hamburg Shipping, Hamburg Mgrs. Knöhr & Burchard                                 | in Fahrt |
| Fortuna                                                                       | Bark                 | Reiherstieg Schiffswerfte, Hamburg/201                                        | 1869                | -          | Martin Arnesen, Hamburg                                                                | 1903 an Knöhr & Burchard, 16. Juni 1903 Kollision mit Dampfer Wilhelmina wobei letztere sank, 1906 verkauft, 18. Januar 1910 auf der Reise von Montevideo nach New York bei Ship Bottom, New Jersey gestrandet |
| Miltonburn                                                                    | Viermastbark         | Barclay, Curle & Company, Glasgow/382                                         | 1893                | -          | R. Shankland & Company, Greenock                                                       | 1908 an P/R K/R Knöhr & Burchard → Goldbek, 10. September 1914 bei Lizard vom britischen Kreuzer Talbot aufgebracht, 1914 versteigert → Steinsund, am 3. März 1920 von Bordeaux nach Newport News ausgelaufen und auf der Reise verschollen |
| Goldbek                                                                       | Frachtdampfer        | F. Schichau, Elbing/1131                                                      | August 1923         | -          | Knöhr & Burchard                                                                       | 1935 verkauft → Sura, am 10. Januar 1969 zum Abbruch in Hamburg eingetroffen |
| Goldbek                                                                       | Frachtdampfer        | Lübecker Maschinenbau AG, Lübeck/-                                            | 5. Januar 1940      | 5216941    | P/R K/R Knöhr & Burchard                                                               | fertiggestellt als Thielbek, 3. Mai 1945 durch Fliegerbomben versenkt, über 2000 Tote, 1949 gehoben und instand gesetzt → Reinbek, 1961 verkauft → Magdalena, 1966 Old Warrior, 1974 in Split abgebrochen |
| Dilkhoosh                                                                     | Vollschiff/Bark      | J. Major, London/-                                                            | 1864                | -          | Fleming, London                                                                        | 1881 zur Bark umgetakelt → Inveravon, 1883 Gotha, 1890 an Knöhr & Burchard, 1893 verkauft, 1897 an Knöhr & Burchard, 1898 an G. J. H. Siemers als Lagerschiff in Buenos Aires verkauft, 1899 in Buenos Aires gesunken |
| Grönnebek                                                                     | Frachtdampfer        | Orenstein-Koppel & Lübecker Maschinenbau AG, Lübeck/481                       | 15. November 1954   | 5136531    | Kathra Warenhandels-Gesellschaft, Hamburg K/R Knöhr & Burchard                         | 1970 Sunshine, 1971 Nicolaos H, 1975 Virgo, am 2. Februar 1976 bei Schlechtwetter vor Mimizan gestrandet, Abbruch vor Ort am Strand von Lespecier |
| Deux-Sèvres                                                                   | Frachtdampfer        | Forges et Chantiers de la Méditerranée, Le Havre/313                          | Oktober 1906        | -          | Cie. de Nav. d'Orbigny-Faustin, La Rochelle                                            | 1912 Cora, 1913 Konsul Schulte, 1917 Thebea, 1917 Gustav, 1917/18 an Knöhr & Burchard, 1918 verkauft, 1921 Rihon, 1923 Nisshin Maru No. 2, am 20. April 1930 östlich Okushiri gestrandet |
| War Compass                                                                   | Frachtdampfer        | Pusey & Jones, Wilmington/1005                                                | September 1918      | -          | Shipping Controller, London                                                            | 1918 Aurora, 1920 Carabinier, 1917 Thebea, 1926 Yzerhandel, 1928 Belgica, 1932 Haarfagre, 1944 durch Deutsches Reich beschlagnahmt, Bereederung Knöhr & Burchard, 1945 zurückgegeben, 1948 Helmi L., 1949 Karl Erik, am 20. August 1960 zum Abbruch bei Van Heyghen Freres in Ghent eingetroffen |
| Wandsbek                                                                      | Vollschiff           | Alexander Stephen & Sons, Glasgow/289                                         | 1885                | -          | Edmiston & Mitchells, Glasgow                                                          | 1885 Ardencaple, 1896 Wandsbek, 1900 am Lizard Point gestrandet und aufgegeben |
| Wandsbek                                                                      | Viermastbark         | Russell & Co., Greenock/303                                                   | 1892                | -          | G.T Soley & Co., Liverpool                                                             | 1892 Ancyra, 1900 Wandsbek, 1914–1923 in Santa Rosalía, Mexiko, interniert, 1923 dort im Sturm zerstört |
| Wandsbek                                                                      | Turbinenfrachtschiff | Moss Værft & Dokk, Moss (Norwegen)/-                                          | 1938                | -          | Knöhr & Burchard                                                                       | 1940 Kriegsmarine, 1941 versenkt, 1943 gehoben und repariert, 1945 Großbritannien Empire Medway, 1946 Sowjetunion Aleksandr Pushkin, 1966 abgewrackt |
| Daten: Lloyd’s Register of Shipping, diverse Jahrgänge, Equasis, grosstonnage |                      |                                                                               |                     |            |                                                                                        | |
| Abkürzungen: P/R: Partenreederei, K/R: Korrespondentreederei, Mgrs.: Managers |                      |                                                                               |                     |            |                                                                                        | |